# Сеона (Доня Мотичина)
45°28′ пн. ш. 18°01′ сх. д. / 45.47° пн. ш. 18.02° сх. д.
Сеона (хорв. Seona) — населений пункт у Хорватії, в Осієцько-Баранській жупанії у складі громади Доня Мотичина.

## Населення
Населення за даними перепису 2011 року становило 405 осіб.
Динаміка чисельності населення поселення:

## Клімат
Середня річна температура становить 10,73 °C, середня максимальна – 24,64 °C, а середня мінімальна – -5,16 °C. Середня річна кількість опадів – 755 мм.
| Клімат поселення                              | Клімат поселення | Клімат поселення | Клімат поселення | Клімат поселення | Клімат поселення | Клімат поселення | Клімат поселення | Клімат поселення | Клімат поселення | Клімат поселення | Клімат поселення | Клімат поселення | Клімат поселення |
| Показник                                      | Січ.             | Лют.             | Бер.             | Квіт.            | Трав.            | Черв.            | Лип.             | Серп.            | Вер.             | Жовт.            | Лист.            | Груд.            |                  |
| Середній максимум, °C                         | 6,81             | 7,87             | 12,26            | 16,59            | 21,56            | 24,64            | 24,04            | 23,70            | 19,64            | 14,42            | 8,79             | 4,81             |                  |
| Середня температура, °C                       | 0,83             | 1,90             | 6,29             | 10,61            | 15,58            | 18,66            | 20,61            | 20,28            | 16,22            | 11,02            | 5,37             | 1,38             |                  |
| Середній мінімум, °C                          | −5,16            | −4,1             | 0,30             | 4,61             | 9,60             | 12,66            | 17,20            | 16,87            | 12,82            | 7,59             | 1,96             | −2,02            |                  |
| Норма опадів, мм                              | 47               | 45               | 45               | 58               | 71               | 97               | 68               | 66               | 57               | 66               | 75               | 60               |                  |
| Середньомісячна швидкість вітру, м/с          | 2.22             | 2.46             | 2.73             | 2.64             | 2.34             | 2.14             | 2.10             | 1.94             | 1.96             | 2.06             | 2.18             | 2.26             |                  |
| Середньомісячна сонячна радіація, кДж/м²·день | 4282             | 7002             | 10862            | 15239            | 19162            | 21256            | 22247            | 20194            | 14876            | 9262             | 4877             | 3655             |                  |
| --------------------------------------------- | ---------------- | ---------------- | ---------------- | ---------------- | ---------------- | ---------------- | ---------------- | ---------------- | ---------------- | ---------------- | ---------------- | ---------------- | ---------------- |
| Джерело:                                      |                  |                  |                  |                  |                  |                  |                  |                  |                  |                  |                  |                  |                  |